# Савін Микола Семенович
Микола Семенович Са́він (*8 серпня 1917, село Кримська Слудка — †23 березня 1944, село Дзигівка) — військовий, гвардії лейтенант, Герой Радянського Союзу (13 вересня 1944 року, посмертно).

## Біографія
Народився Микола Семенович у селі Кримська Слудка Кізнерського району Удмуртії. 1937 року закінчив Староятчинську семирічну школу, 1941 року закінчив Луб'янський лісовий технікум, 1942 року закінчив Челябінське танкове училище.
З листопада 1942 року брав участь у Другій світовій війні на Донському, Брянському, Центральному, 1-му та 2-му Українських фронтах. Брав участь у боях під Сталінградом, на Курській дузі, у закінченні Корсунь-Шевченківської операції, у визволенні Гомельської області. Командир танка 8-го гвардійського відділення танкового полку 3-го танкового корпусу 2-ї танкової армії. В нічному бою 9 березня 1944 року за місто Умань першим увійшов на його вулиці. 10 березня брав участь у захопленні та прикритті переправи через річку Південний Буг. 17 березня увійшов до міста Ямпіль, першим вийшов до переправи через річку Дністер, знищив 2 гармати противника, утримував позиції до приходу основних сил корпусу. Наступного дня був важко поранений, помер у шпиталі.
Нагороджений орденом Леніна, орденом Вітчизняної війни І ступеня, медаллю «За оборону Сталінграда».